# Sphenoclypeana
Sphenoclypeana är ett släkte av insekter. Sphenoclypeana ingår i familjen spottstritar.
Kladogram enligt Catalogue of Life:
| Sphenoclypeana | \| \| Sphenoclypeana brasiliensis \| \| \| \| \| \| Sphenoclypeana parana \| \| \| \| |
|                | \| \| Sphenoclypeana brasiliensis \| \| \| \| \| \| Sphenoclypeana parana \| \| \| \| |
|                | Sphenoclypeana brasiliensis                                                           |
|                |                                                                                       |
|                | Sphenoclypeana parana                                                                 |
|                |                                                                                       |